# Руслановка (Омська область)
Руслановка (рос. Руслановка) — присілок у Азовському німецькому національному районі Омської області Російської Федерації.
Належить до муніципального утворення Александровське сільське поселення. Населення становить 129 осіб.

## Історія
Згідно із законом від 30 липня 2004 року органом місцевого самоврядування є Александровське сільське поселення.

## Населення
| 1926 | 2002 | 2010 |
| ---- | ---- | ---- |
| 638  | ↘190 | ↘129 |